# فیوز مجاورتی

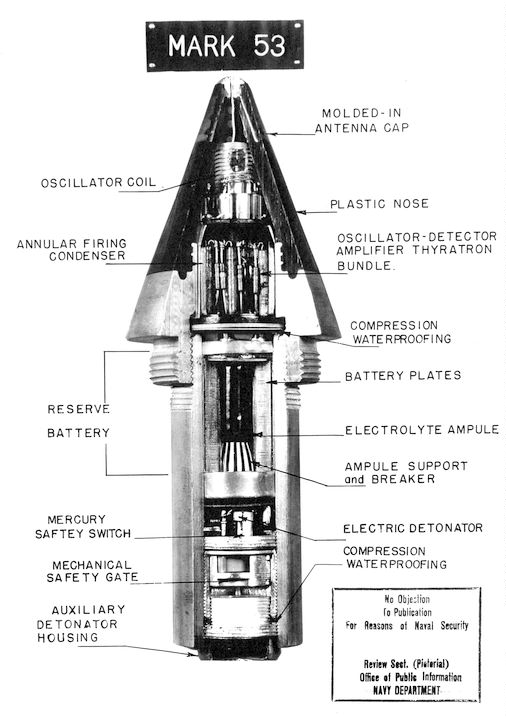
فیوز مجاورتی اِم‌کِی۵۳ مربوط به دههٔ ۱۹۵۰

فیوز مجاورتی نوعی فیوز است که وقتی فاصله تا هدف، از یک مقدار از پیش‌تعیین‌شده، کمتر شود، یک وسیلهٔ انفجاری را به‌طور خودکار منفجر می‌کند. فیوزهای مجاورتی برای آسیب وارد کردن به اهدافی مانند هواپیما، موشک، کشتی و نیروهای زمینی طراحی شده‌اند. این فیوزها، مکانیزم ماشهٔ پیچیده‌تری را نسبت به فیوز تماسی معمولی یا فیوز زمان‌دار ارائه می‌دهند. برآورد می‌شود که فیوزهای مجاورتی در مقایسه با سایر فیوزها، کُشندگی را ۵ تا ۱۰ برابر افزایش می‌دهند.

## زمینه
پیش از اختراع فیوز مجاورتی، القای انفجار یک وسیلهٔ انفجاری مانند مین دریایی، بمب یا راکت، از طریق تماس مستقیم با هدف، تایمر یا ارتفاع‌سنج انجام می‌شد. همهٔ این روش‌های قبلی، دارای معایبی هستند. احتمال ضربهٔ مستقیم به یک هدف کوچک یا متحرک، کم است. گلوله یا راکت شلیک‌شده، اگر هدف را ولو با فاصلهٔ بسیار کمی از دست بدهد، منفجر نمی‌شود. یک فیوز زمانی، یا مبتنی بر ارتفاع‌سنج، به پیش‌بینی خوب توسط توپچی یا کاربر و زمان‌بندی دقیق توسط فیوز نیاز دارد. اگر هر کدام از این موارد، خطا داشته باشند، حتی گلوله‌هایی که با دقت، هدف گرفته شده‌اند ممکن است پیش از رسیدن به هدف یا پس از عبور از آن، به‌طور بی‌فایده و با فاصلهٔ غیرمفید از هدف، منفجر شوند. در آغاز عملیات بلیتس، برآورد شد که ۲۰٬۰۰۰ گلوله برای ساقط کردن یک هواپیما لازم است. برآوردهای دیگر این رقم را تا ۱۰۰٬۰۰۰ یا کمتر از ۲٬۵۰۰ گلوله برای هر هواپیما نشان می‌داد. با یک فیوز مجاورتی، خمپاره یا موشک، تنها باید در طول پرواز خود، از نزدیکی هدف عبور کند و احتمال آسیب زدن به هدف، بسیار بیشتر خواهد شد.
فیوزهای مجاورتی همچنین برای ایجاد موج انفجار، افزایش تأثیر ترکش‌ها و افزایش محدودهٔ آسیب اهداف زمینی مؤثر هستند. یک فیوز تماسی با برخورد به زمین منفجر می‌شود و در پراکنده کردن ترکش چندان مؤثر نخواهد بود. فیوزهای مبتنی بر تایمر را می‌توان طوری تنظیم کرد که گلوله چند متر بالاتر از سطح زمین منفجر شود، اما در این مورد، زمان‌بندی بسیار مهم است و معمولاً حضور ناظر برای تنظیم زمان‌بندی نیاز است. حضور ناظران ممکن است در بسیاری از موقعیت‌ها عملی نباشد، زمین ممکن است ناهموار باشد و تنظیم زمان، در هر صورت، کُند است. فیوزهای مجاورتی نصب‌شده، به سلاح‌هایی مانند خمپاره و گلوله‌های توپخانه این مشکل را با داشتن دامنه‌ای از ارتفاعات انفجاری تنظیم‌شده حل می‌کنند. [برای مثال ۲, ۴ یا ۱۰ متر (۷, ۱۳ یا ۳۳ فوت)] بالای زمین که توسط خدمه و توپچی انتخاب شده و گلولهٔ شلیک‌شده، به‌طور خودکار در ارتفاع مناسب از سطح زمین می‌ترکد.

### توسعه
سایت توپخانهٔ ضدهوایی در پایگاه هوایی کرتلند در نیومکزیکو به‌عنوان یکی از سایت‌های آزمایشی برای فیوز مجاورتی مورد استفاده قرار گرفت. در آن‌جا تقریباً ۵۰٬۰۰۰ شلیک آزمایشی از سال ۱۹۴۲ تا ۱۹۴۵ انجام شد. آزمایش‌ها همچنین در میدان آزمایش آبردین در مریلند انجام شد و حدود ۱۵٬۰۰۰ بمب در آن‌جا شلیک شد. مکان‌های آزمایشی دیگر عبارت‌اند از فیشر در کارولینای شمالی و بلوسم‌پوینت، مریلند.
توسعه و تولید اولیه برای نیروی دریایی ایالات متحده به شرکت وورلیتزر واگذار و تولید، در کارخانهٔ آن‌ها در نورت توناواندا، نیویورک انجام شد.

### تولید
نخستین تولید در مقیاس بالای فیوزهای جدید در کارخانهٔ جنرال الکتریک در کلیولند، اوهایو بود که قبلاً برای تولید چراغ‌های درخت کریسمس استفاده می‌شد، انجام گرفت. مونتاژ فیوزها در کارخانه‌های جنرال الکتریک در اسکنکتدی، نیویورک و بریجپورت، کنتیکت تکمیل شد. پس از تکمیل بازرسی از محصول نهایی، نمونه‌ای از فیوزهای تولیدشده، به دفتر ملی استاندارد ایالات متحده فرستاده شد و در آن‌جا تحت یک سری آزمایش‌های دقیق در آزمایشگاه تست کنترل ویژه قرار گرفت. این آزمایش‌ها شامل تست‌های دمای پایین و بالا، تست‌های رطوبت و تست تکان‌های ناگهانی بود.

## انواع سنسور مجاورتی

### رادیویی
سنجش فرکانس رادیویی (رادار) اصلی‌ترین روش سنجش مجاورت، برای گلوله‌های توپخانه است.

### نوری
سنجش نوری در سال ۱۹۳۵ توسعه یافت و در سال ۱۹۳۶ توسط یک مخترع سوئدی، (احتمالاً ادوارد دبلیو. بران)، با استفاده از پتوسکوپ در بریتانیا به‌ثبت رسید.
برخی از موشک‌های مدرن هوابه‌هوا (مانند موشک آسرام و ویمپل آر-۷۷) از لیزر برای القای انفجار استفاده می‌کنند. آن‌ها پرتوهای باریک نور لیزر را عمود بر پرواز موشک پرتاب می‌کنند. همان‌طور که موشک به سمت هدف خود می‌رود، انرژی لیزر به سادگی به فضا می‌تابد. هنگامی که موشک از هدف خود عبور می‌کند، مقداری از انرژی به هدف برخورد می‌کند و به موشک منعکس می‌شود و در آن قسمت، آشکارسازها آن را حس کرده و کلاهک را منفجر می‌کنند.

### صوتی
فیوزهای مجاورت صوتی توسط انتشارات صوتی از یک هدف (به‌عنوان مثال موتور هواپیما یا پروانهٔ کشتی) فعال می‌شوند. فعال‌سازی می‌تواند از طریق یک مدار الکترونیکی متصل به میکروفون، یا هیدروفون، یا به‌صورت مکانیکی با استفاده از یک جسم ارتعاشی باشد.
روش هیدروآکوستیک به‌طور گسترده‌ای به‌عنوان مکانیزم انفجار برای مین‌های دریایی و اژدرها استفاده می‌شود. پروانهٔ کشتی که در آب می‌چرخد، صدای هیدروآکوستیک قدرتمندی تولید می‌کند که می‌توان آن را با استفاده از هیدروفون دریافت کرد و برای هدایت اژدر و انفجار، از آن استفاده کرد. مکانیسم‌های شلیک، اغلب از ترکیبی از گیرنده‌های القایی صوتی و مغناطیسی استفاده می‌کنند.

### مغناطیسی

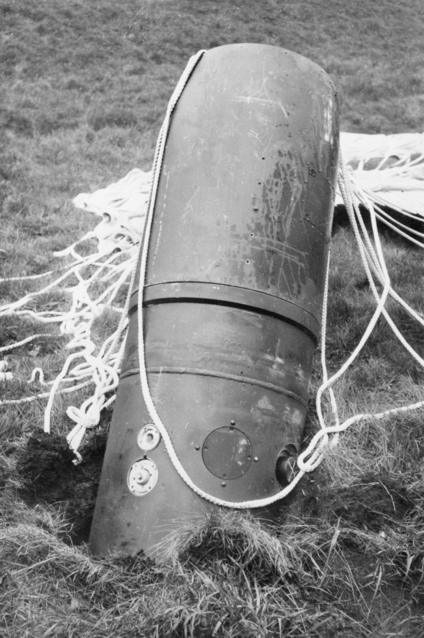
مین مغناطیسی آلمانی در جنگ جهانی دوم که به جای آب، روی زمین فرود آمده‌است.

سنجش مغناطیسی را فقط می‌توان برای تشخیص توده‌های عظیم آهن مانند کشتی‌ها به‌کار برد. از این مکانیزم، در مین‌های دریایی و اژدرها استفاده می‌شود. فیوزهای این نوع را می‌توان با مغناطیس‌کاهی، استفاده از بدنهٔ غیرفلزی برای کشتی‌ها (مخصوصاً کشتی‌های مین‌روب) یا با حلقه‌های القای مغناطیسی نصب‌شده بر روی هواپیما یا شناورهای بکسل شده، از بین برد.

### فشاری
برخی از مین‌های دریایی از فیوزهای فشاری استفاده می‌کنند که قادر به تشخیص موج فشار یک کشتی در حال عبور از بالای سر هستند. سنسورهای فشار معمولاً در ترکیب با سایر فناوری‌های انفجار فیوز مانند القای صوتی و مغناطیسی استفاده می‌شوند.
در در این روش، از انفجار بمب اول برای به‌راه انداختن فیوز بمب دوم استفاده می‌شد که در بالای زمین منفجر می‌شود و در این نوبت، بمب سوم را منفجر می‌کند و این روند تا آخرین بمب در یک رشته بمب متوالی، تکرار می‌شود. با توجه به سرعت رو به جلوی بمب‌افکن‌ها، بمب‌های مجهز به چاشنی فشار، همگی تقریباً در همان ارتفاع از سطح زمین در امتداد یک مسیر افقی منفجر می‌شوند. این طرح در هر دو فیوز بریتانیایی شماره ۴۴ «تپانچه» و فیوز آلمانی راین‌متال BAZ 55A استفاده شد.

## نگارخانه

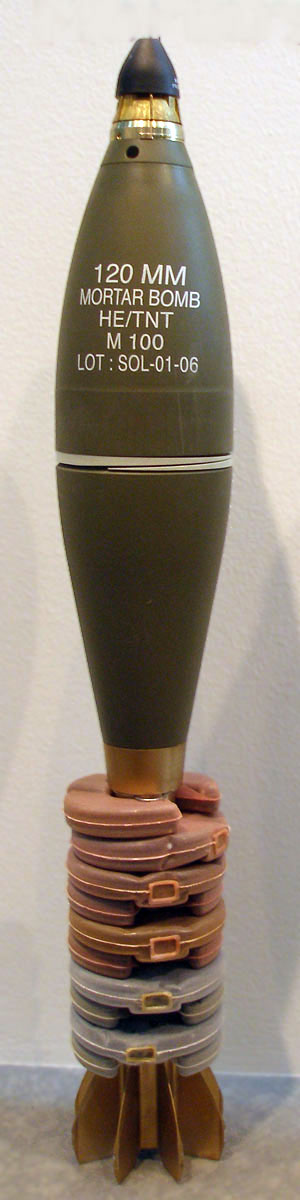
خمپارهٔ ۱۲۰ میلی‌متری انفجاری مجهز به فیوز مجاورتی
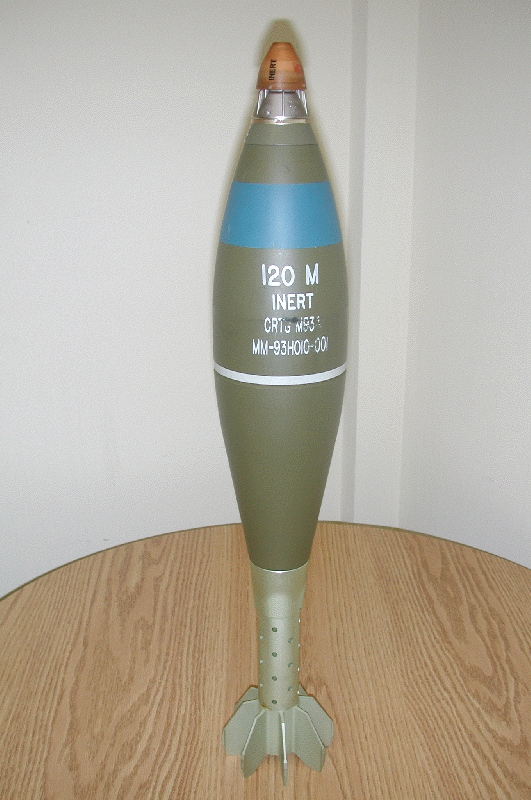
خمپاره ۱۲۰ میلی‌متری انفجاری مجهز به فیوز مجاورتی اِم۷۳۴
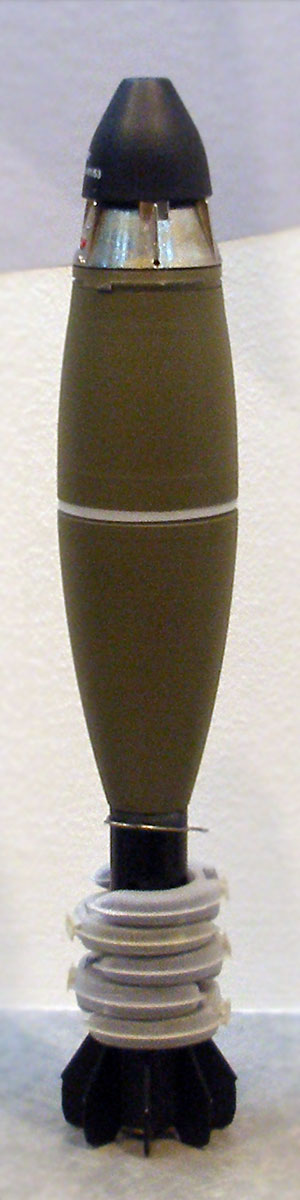
گلولهٔ خمپارهٔ ۶۰ میلی‌متری انفجاری مجهز به فیوز مجاورتی
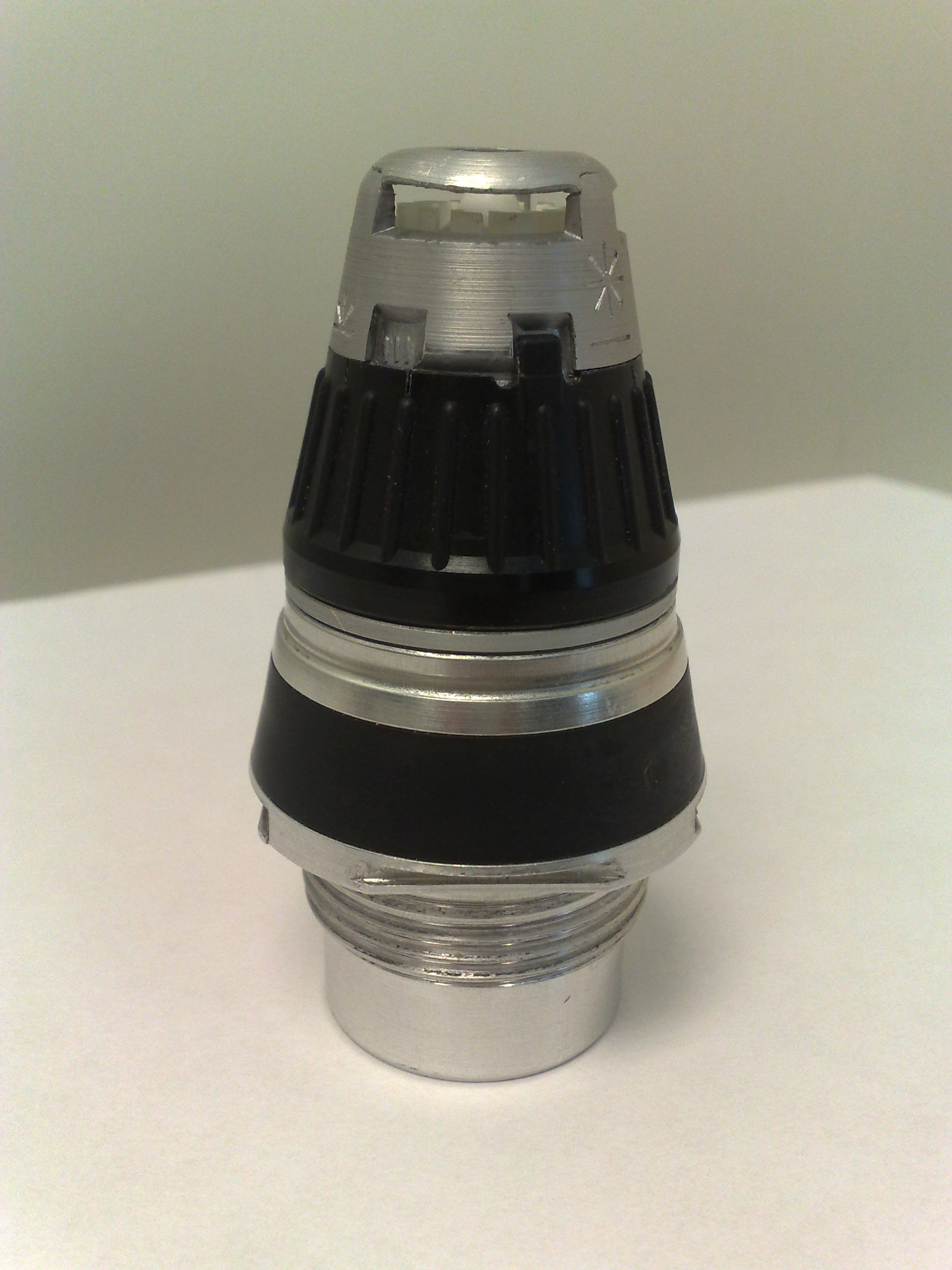
یک فیوز توپخانهٔ ۱۵۵ میلی‌متری با انتخاب‌گر برای انفجار نقطه/مجاورتی (در این تصویر، بر روی حالت مجاورتی تنظیم شده‌است).